# CAF Supercup 2017
De CAF Supercup 2017 was een voetbalwedstrijd tussen de winnaar van de CAF Champions League 2016, 
Mamelodi Sundowns uit Zuid-Afrika  en  de winnaar van de CAF Confederation Cup 2016 TP Mazembe uit Congo-Kinshasa.

## Wedstrijdinformatie
|                                |                       |     |            |                                                           |
| 18 februari 2017 19:00 (UTC+2) | Mamelodi Sundowns     | 1–0 | TP Mazembe | Loftus Versfeld, Pretoria Scheidsrechter: Gehad Grisha () |
| 18 februari 2017 19:00 (UTC+2) | Nascimento 83' (pen.) |     |            | Loftus Versfeld, Pretoria Scheidsrechter: Gehad Grisha () |